# Монтемайор, Альфонсо
Альфо́нсо Монтемайор Кре́спо (исп. Alfonso Montemayor Crespo; 28 апреля 1922, Тампико, Тамаулипас — 23 ноября 2012, Леон, Гуанахуато) — мексиканский футболист, играл на позиции защитника. Участник чемпионата мира 1950 года.

## Биография

### Клубная карьера
Всю футбольную карьеру играл за «Леон», в составе которого выиграл 3 чемпионских титула, Кубок Мексики в 1949 году и трофей Чемпион чемпионов Мексики. Вместе с Антонио Баттальей он составлял один из лучших линий центральных защитников. Завершил карьеру в 1953 году.

### Карьера в сборной
В составе сборной Мексики принимал участие на чемпионате мира 1950 года, где сыграл в матче со сборной Бразилии (0:4). Сборная Мексики по итогам турнира заняла последнее место в группе, проиграв три матча. Затем Монтемайор играл на Панамериканском чемпионате 1952 года, где сыграл в 4 матчах на турнире. Всего за сборную Мексики сыграл 8 матчей.

### Смерть
Скончался 22 ноября 2012 года в Леоне в возрасте 90 лет.

## Достижения
«Леон»
- Чемпион Мексики (3): 1947/48, 1948/49, 1951/52
- Обладатель Кубка Мексики (1): 1948/49
- Обладатель трофея Чемпион чемпионов Мексики (1): 1948